# Église Saint-Jean-Baptiste de Bosc-Bordel
L'église Saint-Jean-Baptiste est une église catholique située à Bosc-Bordel, en France.

## Localisation
L'église est située à Bosc-Bordel, commune du département français de la Seine-Maritime, 361 route de Forges. 

## Historique
L'église initialement de style roman est datée du XIIIe siècle. La nef et le chœur sont de style gothique.
Des travaux sont réalisés au XIXe siècle, des contreforts et la façade ouest. 
L'édifice est classé partiellement au titre des monuments historiques par arrêté du 25 mai 1928.

## Description

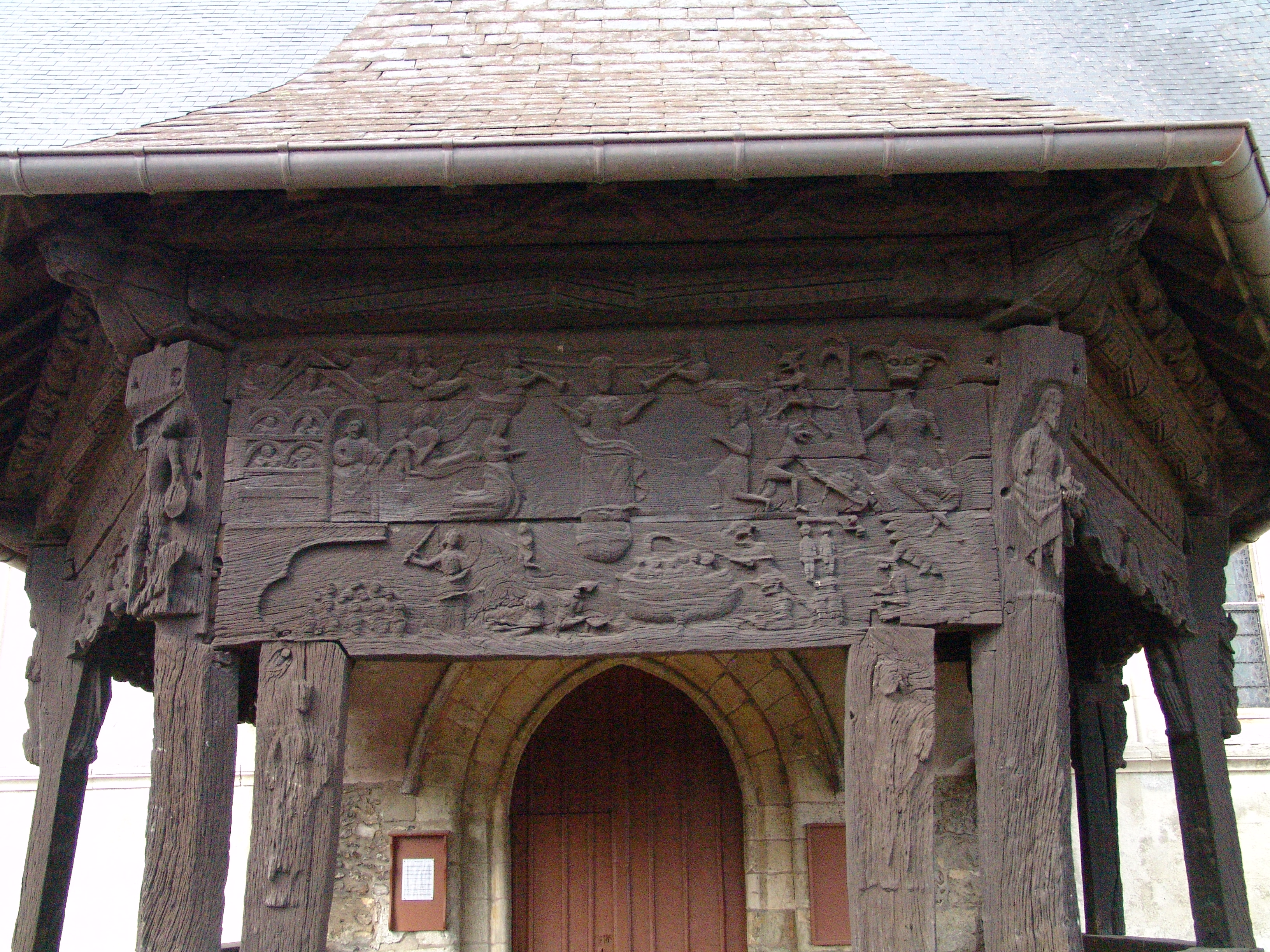
Détail du porche en bois sculpté.

L'église, qui possède une seule nef et un chevet plat, est bâtie en silex et brique. Le clocher est incliné pour lutter contre les tempêtes
L'édifice conserve un retable de 1673 et un chemin de croix provenant d'Alsace, de Neudorf.
Le porche du XVIe siècle possède des représentations de saints sur les pilastres, et un fronton avec une représentation de la destinée humaine avec le Jugement dernier, le Paradis et l'Enfer.